# Apt (geologia)
| System                         | Oddział  | Piętro    | Wiek (mln lat) |
| ------------------------------ | -------- | --------- | -------------- |
| Paleogen                       | Paleocen | Dan       | młodsze        |
| Kreda                          | Górna    | Mastrycht | 66,0–72,1      |
| Kreda                          | Górna    | Kampan    | 72,1–83,6      |
| Kreda                          | Górna    | Santon    | 83,6–86,3      |
| Kreda                          | Górna    | Koniak    | 86,3–89,8      |
| Kreda                          | Górna    | Turon     | 89,8–93,9      |
| Kreda                          | Górna    | Cenoman   | 93,9–100,5     |
| Kreda                          | Dolna    | Alb       | 100,5–113,0    |
| Kreda                          | Dolna    | Apt       | 113,0–125,0    |
| Kreda                          | Dolna    | Barrem    | 125,0–129,4    |
| Kreda                          | Dolna    | Hoteryw   | 129,4–132,9    |
| Kreda                          | Dolna    | Walanżyn  | 132,9–139,8    |
| Kreda                          | Dolna    | Berrias   | 139,8–145,0    |
| Jura                           | Górna    | Tyton     | starsze        |
| Podział według IUGS, luty 2017 |          |           |                |

Apt (ang. Aptian) to:
- w sensie geochronologicznym – piąty wiek wczesnej kredy, trwający około 12 milionów lat (od ok. 125,0 do ok. 113,0 mln lat temu). Apt jest młodszy od barremu a starszy od albu.

- w sensie chronostratygraficznym – piąte piętro dolnej kredy w eratemie mezozoicznym, wyższe od barremu a niższe od albu. Stratotyp dolnej granicy walanżynu nie jest jeszcze zatwierdzony przez ICS. Dolna granica opiera się o spąg magnetozony M0r.

Nazwa piętra (wieku) pochodzi od miasta Apt koło Marsylii w południowej Francji.

## Struktury geologiczne
- Formacja Antlers
- Formacja Cedar Mountain
- Formacja Cloverly
- Formacja Elrhaz
- Formacja Jiufotang
- Formacja Potomac
- Formacja Santana
- Formacja Twin Mountains
- Formacja Yixian
- Grupa Xinminbao
- Little Atherfield
- Mazong Shan

## Fauna aptu

### Ptaki
- Boluochia zhengi
- Chaoyangia beishanensis
- Cuspirostrisornis houi
- Jeholornis prima
- Janornis (Yanornis martini)
- Jixiangornis orientalis
- Konfuciuzornis (Confuciusornis sanctus)
- Largirostrornis sexdentoris
- Longchengornis sanyanensis
- Longipteryx chaoyangensis
- Sapeornis chaoyangensis
- Sinornis santensis
- Songlingornis linghensis
- Yixianornis grabaui

### Ankylozaury
- Cedarpelta (Cedarpelta bilbeyhallorum) – ankylozaur; Formacja Cedar Mountain, Utah (USA)
- Gobizaur (Gobisaurus domoculus) – ankylozaur; Formacja Ulansuhai, Mongolia Wewnętrzna
- Szamozaur (Shamosaurus scutatus ) – ankylozaur; Mongolia
- Liaoningozaur (Liaoningosaurus paradoxus) – nodozaur; Formacja Yixian, Liaoning (Chiny)
- Zauropelta (Sauropelta edwardsorum) – nodozaur; Formacja Cloverly, Wyoming, Montana, Utah (USA)
- Minmi (Minmi paravertebra) – prymitywny; Formacja Bungil, Queensland (Australia)

### Ceratopsy
- Psitakozaur (Psittacosaurus meileyingensis, P. mongoliensis) – psitakozaur; Chiny, Mongolia, Rosja
- Archeoceratops (Archaeoceratops oshimai) – bazalny; Mazong Shan (Gansu, Chiny)
- Auroraceratops (Auroraceratops rugosus) – bazalny; Grupa Xinminbao (Gansu, Chiny)
- Serendipaceratops (Serendipaceratops arthurcclarkei) – Wiktoria (Australia)

### Plezjozaury
- Nichollssaura – Plesiosauroidea; Alberta, Kanada

### Choristodera
- Hifalozaur (Hyphalosaurus lingyuanensis, H. baitaigouensis) – Hyphalosauridae; okolice Lingyuan (Liaoning, Chiny)
- Monjurosuchus (Monjurosuchus splendens)

### Krokodylomorfy
- Sarkozuch – Mesoeucrocodylia; północna Sahara

### Ryby
- Hybodus
- Jinanichthys longicephalus
- Lycoptera davidi
- Lycoptera muroii
- Peipiaosteus pani
- Protosephurus liui
- Sinamia zdanskyi

### Amonity
- Pictetia
- Eogaudryceras
- Georgioceras
- Lithancylus
- Salfeldiella
- Zuercherella

Dolny apt:
- Eotetragonites
- Pseudosaynella
- Roloboceras
- Helicancylus
- Procheloniceras
- Prodeshayesites
- Shastoceras
- Ammonitoceras
- Australiceras
- Cheloniceras
- Cicatrites
- Colombiceras
- Dufrenoya
- Melchiorites
- Parahoplites

Górny apt:
- Hypacanthoplites
- Sinzovia
- Trochleiceras
- Mathoceratites
- Metahamites
- Neosilesites
- Protanisoceras
- Ammonoceratites
- Beudanticeras
- Gyaloceras
- Hulenites
- Knemiceras
- Uhligella
- Acanthohoplites
- Acanthoplites
- Argonauticeras
- Burckhardites
- Cloioceras
- Diadochoceras
- Diodochoceras
- Eodouvilleiceras
- Epancyloceras
- Epicheloniceras
- Gargasiceras
- Jauberticeras
- Kazanskyella
- Mathoceras
- Megatyloceras
- Miyakoceras
- Nodosohoplites
- Nolaniceras
- Protacanthoplites
- Somalites
- Theganoceras
- Tropaeum
- Gabbioceras
- Tetragonites
- Desmoceras
- Hamites

### Belemnity
- Vectibelus
- Conoteuthis

Dolny apt
- Tetrabelus
- Peratobelus
- Parahibolites

### Łodzikowce
- Heminautilus
- Carinonautilus

### Orthocerida
Górny apt
- Zhuralevia

### Phylloceratida
Górny apt
- Euphylloceras

### Sepiida
Górny apt
- Adygeya
- Naefia